# Nonan
Nonan är ett mättat kolväte, en alkan, med 9 kolatomer och summaformeln C9H20. Det finns 35 isomerer av nonan med samma summaformel. Enligt IUPAC-nomenklatur betecknar nonan kolvätet med ogrenad kolkedja, det vill säga 9 kolatomer på raken.

## Egenskaper
Nonan är färglöst och lätt brännbart. Nonan smälter vid -53 °C och kokar vid 151 °C. I vatten är nonan olösligt. I organiska lösningsmedel löser det sig dock bra. Flampunkten ligger vid 31 °C och nonan självantänder vid 205 °C.

## Användande
Nonan är en beståndsdel i drivmedel.

## Förekomst
Nonan utvinns huvudsakligen ur petroleum. Dock förekommer nonan även naturligt i små mängder i vissa växter, till exempel lime och bergnepeta.